# 二林上堡
二林上堡，是台灣中部自清治時期至日治初期的一個行政區劃，其範圍包括今彰化縣的二林鎮東北部、溪湖鎮西部及埔鹽鄉西南部。
二林上堡西邊及南邊為二林下堡，北邊為馬芝堡，東邊為武西堡，東南邊為東螺東堡。

## 管轄街庄
二林上堡共轄11個庄：
- 今二林鎮境內：塗仔崙庄、挖仔庄、萬興庄
- 今溪湖鎮境內：溪湖庄、頂藔庄、大突庄、田中央庄、汴頭庄、西勢厝庄
- 今埔鹽鄉境內：浸水庄、石埤腳庄